# Buckiella
Buckiella là một chi rêu trong họ Hypnaceae.